# Sylvie Reinhard

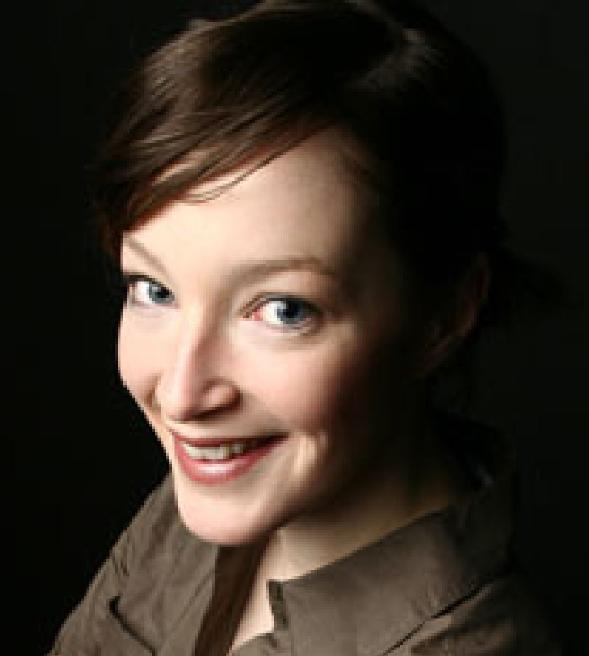
Sylvie Reinhard, August 2007

Sylvie Reinhard (* 1980) ist eine Schweizer Unternehmerin und Präsidentin des Verwaltungsrates des Digitalmagazins Republik in Zürich.

## Leben
Sylvie Reinhard besuchte von 1995 bis 2000 das Gymnasium Bern-Neufeld und erlangte 2006 einen Executive Bachelor in Business Administration am Lorange Institute for Business in Zürich.
2001 gründete sie das Web-Security-Unternehmen DreamLab Technologies mit, wo sie bis 2006 als operative Geschäftsführerin blieb. Nach einem Jahr in New York gründete sie 2007 in Genf das Unternehmen Lift mit, eine auf Technologiekonferenzen spezialisierte Agentur mit Aktivitäten in Seoul, Shanghai, Marseille und Genf. Reinhard leitete Lift bis Februar 2015 als Managing Partner. Von 2014 bis 2017 arbeitete sie für den Migros-Genossenschaftsbund (MGB), wo sie mit dem Förderprogramm des Detailhandelskonzerns Innovationsprojekte unterstützte. Im Mai 2015 gründete sie zudem die Firma crstl, die soziale und kreative Start-ups findet und in ihrer Entwicklung unterstützt.
2017 stiess sie als Mitglied des Verwaltungsrats zum Zürcher Medien-Startup Republik, zwischen 2018 und 2023 amtete sie dort als Präsidentin des Verwaltungsrats.
2019 wurde sie in den Vorstand der SUISA gewählt, der Schweizerischen Genossenschaft der Urheber und Verleger von Musik.
Sylvie Reinhard war zudem Mitglied des Beratergremiums der Haute Ecole d’Art et Design (HEAD) in Genf sowie des Hauses der elektronischen Künste in Basel (HeK).